# Jamanisi Takahiro
Jamanisi Takahiro (Sizuoka, 1976. április 2. –) japán válogatott labdarúgó.

## Nemzeti válogatott
A japán U20-as válogatott tagjaként részt vett az 1995-ös ifjúsági labdarúgó-világbajnokságon.